# Steve Francis
Steven D'Shawn "Steve" Francis, född 21 februari 1977 i Silver Spring i Maryland, är en amerikansk före detta basketspelare. Han är 1,91 meter lång och spelade som point guard.

## Lag
- Houston Rockets (1999–2004)
- Orlando Magic (2004–2006)
- New York Knicks (2006–2007)
- Houston Rockets (2007–2008)
- Beijing Ducks (2010)